# Miadzioł (jezioro)
Miadzioł (biał. Мя́дзел) – jezioro w rejonie miadziolskim obwodu mińskiego. Położone 4 km na północ od Miadzioła, w dorzeczu Miadziołki, która ma w tym jeziorze swój początek. Wypływa z niego 6 strumieni. Wchodzi w skład miadziolskiej grupy jezior. Powierzchnia dorzecza jeziora wynosi 89,2 km², długość linii brzegowej to 30,9 km.
Jezioro posiada dużą liczbę zatok i półwyspów oraz 8 wysp (całkowita ich powierzchnia 0,24 km²), z których największe to: Zamek, Brzozowa, Kulczyna. Na wyspie Zamek zachowały się pozostałości umocnień z XI wieku.
Jezioro obfituje w ryby – leszcze, liny i szczupaki.
Na lodach jeziora w roku 1659 odbyła się bitwa na jeziorze Miadzioł między wojskami litewskimi i rosyjskimi.